# Université de Glasgow
L'université de Glasgow, fondée en 1451 sous Jacques II d'Écosse, est la plus importante des trois universités à Glasgow, en Écosse. Quatrième université la plus ancienne du monde anglo-saxon, elle fait partie des Ancient universities. Parmi les universités d'Écosse, elle se classe seconde en ancienneté, l'université de St Andrews ayant été fondée en 1413. C'est aussi l'une des plus grandes et plus réputées du Royaume-Uni. Elle accueille environ 25 000 étudiants provenant de plus de 130 pays différents et se situe dans le quartier de Hillhead.
Centre d'enseignement et de recherche prestigieux, l'université de Glasgow figure dans les classements internationaux majeurs (QS World Ranking, Times Higher Education, ARWU) parmi le groupe des 1 % des meilleures universités mondiales.
L'université de Glasgow est l'une des universités les plus renommées du Royaume-Uni et a été marquée par la présence d'éminents professeurs tels que le père de l'économie moderne Adam Smith, le physicien théoricien Albert Einstein, le physicien Lord Kelvin, l'inventeur de la télévision John Logie Baird ou encore l'ingénieur James Watt. Elle compte parmi ses anciens étudiants et professeurs sept prix Nobel, deux Premiers ministres Britanniques (Sir Henry Campbell-Bannerman et Bonar Law), vingt-cinq membres de la Société royale du Royaume-Uni, douze commandeurs de l'Empire britannique, quatre officiers de la Légion d'honneur, cinq personnalités récompensées par l'ordre du Mérite ainsi qu'un scientifique ayant reçu le prix de l'UNESCO pour la Science et de nombreux autres membres récompensés pour leurs travaux par des prix et distinctions notoires.
L'université de Glasgow est, selon le classement 2014 du QS World Ranking, la 51e université mondiale et est notée par ce même classement cinq étoiles sur un barème de cinq dans toutes les catégories retenues (recherche, enseignement, internationalisation, spécialisations, employabilité, installations, inclusivité). L'institution devient en 2015 la première et unique université britannique à être notée "5 étoiles +" par le QS World University Rankings.
En 2018, sa faculté de droit est classée 2e du Royaume-Uni par The Complete University Guide, derrière Cambridge et devant Oxford et LSE.
Elle a été un des grands centres de l'Art nouveau avec Charles Rennie Mackintosh, fondateur de la Glasgow School of Art. Elle est membre du réseau Universitas 21 et du Russell Group.
Le chancelier et directeur du conseil général de l'université de Glasgow est le Professeur Sir Kenneth Charles Calman (en) depuis 2006. Le 18 février 2014, Edward Snowden devient le recteur de l'Université.

## Photographies

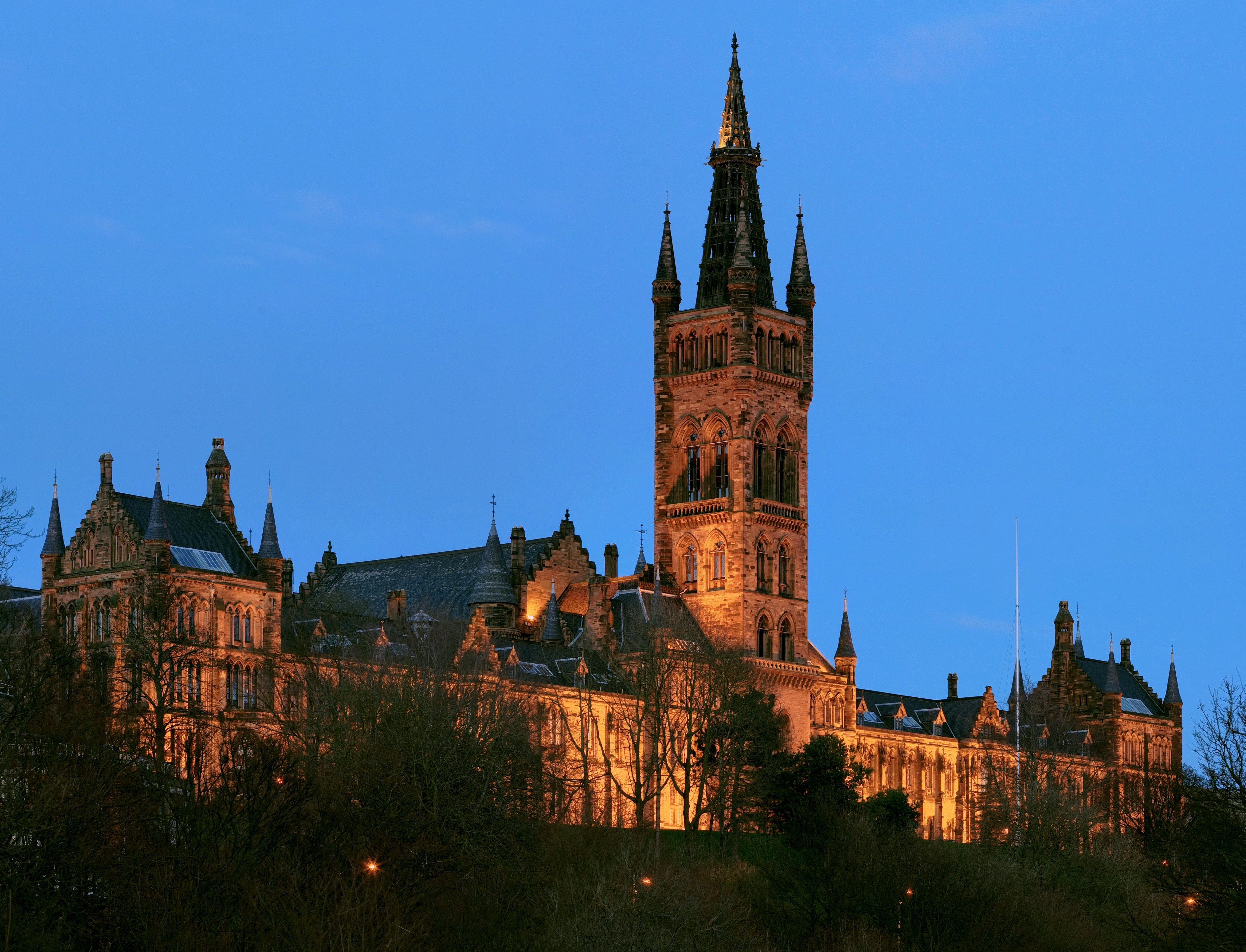
Le bâtiment principal de l'université, vu de Kelvingrove Park.
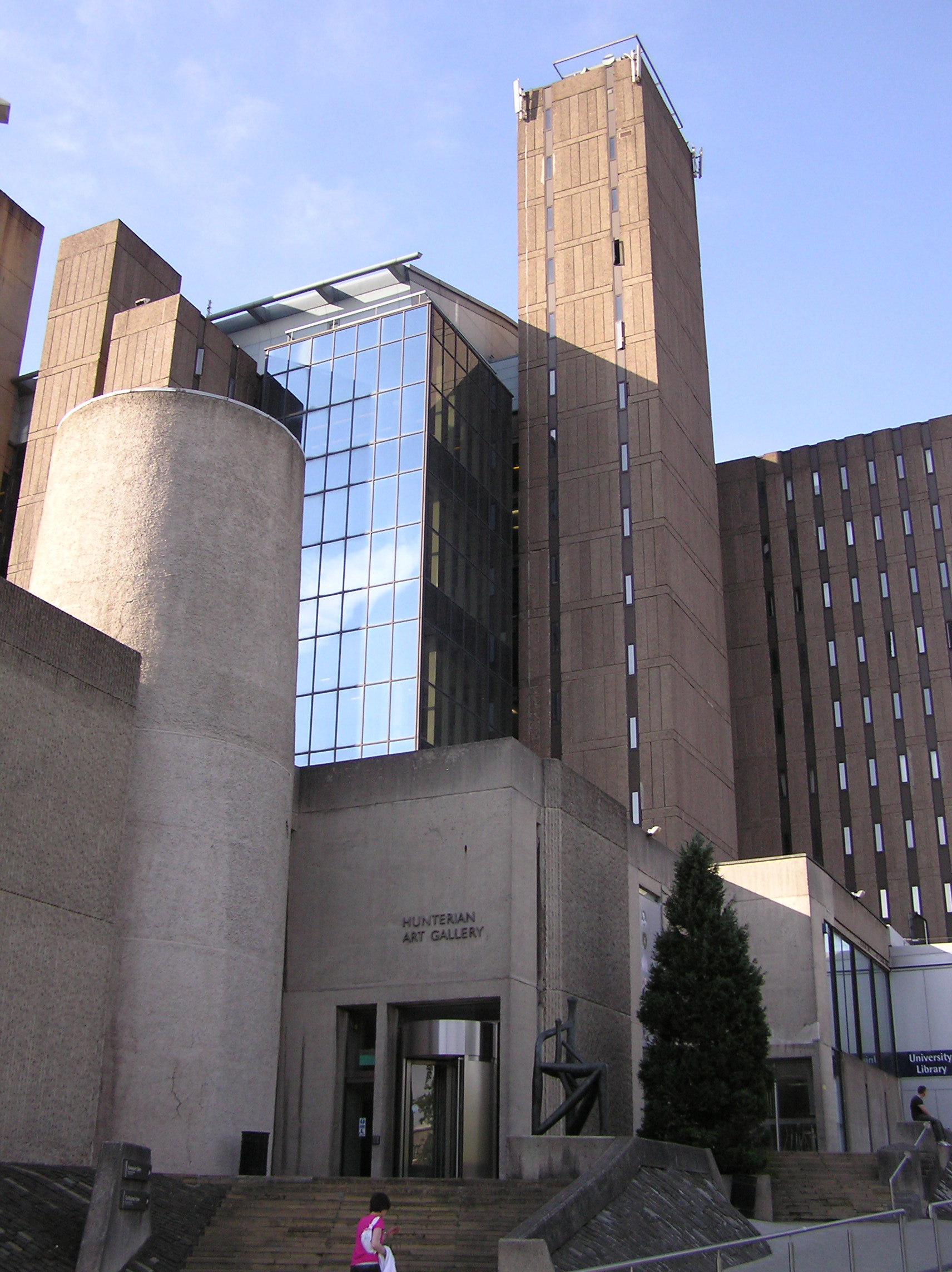
La bibliothèque et la Hunterian Museum and Art Gallery.
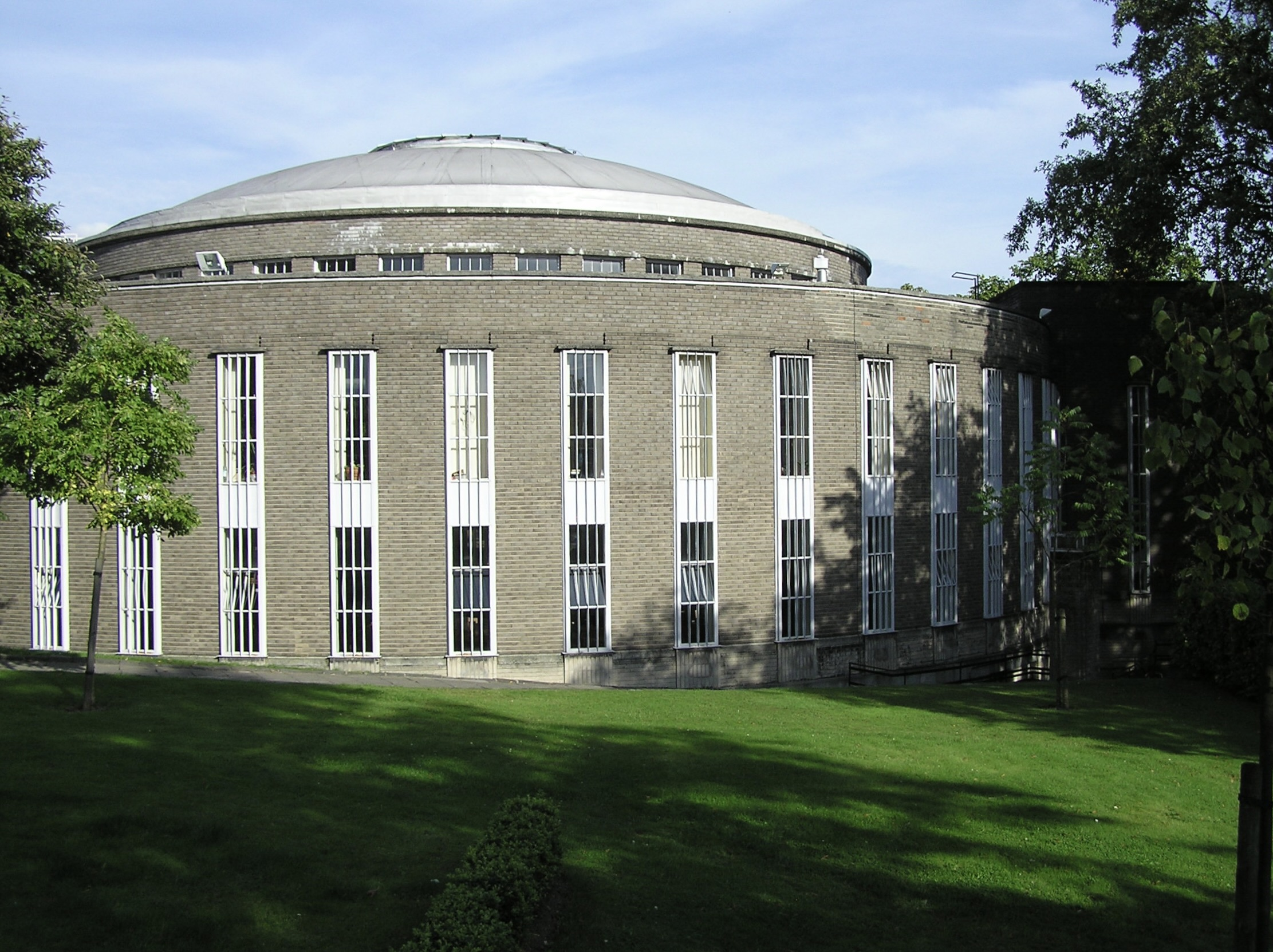
La salle de lecture.
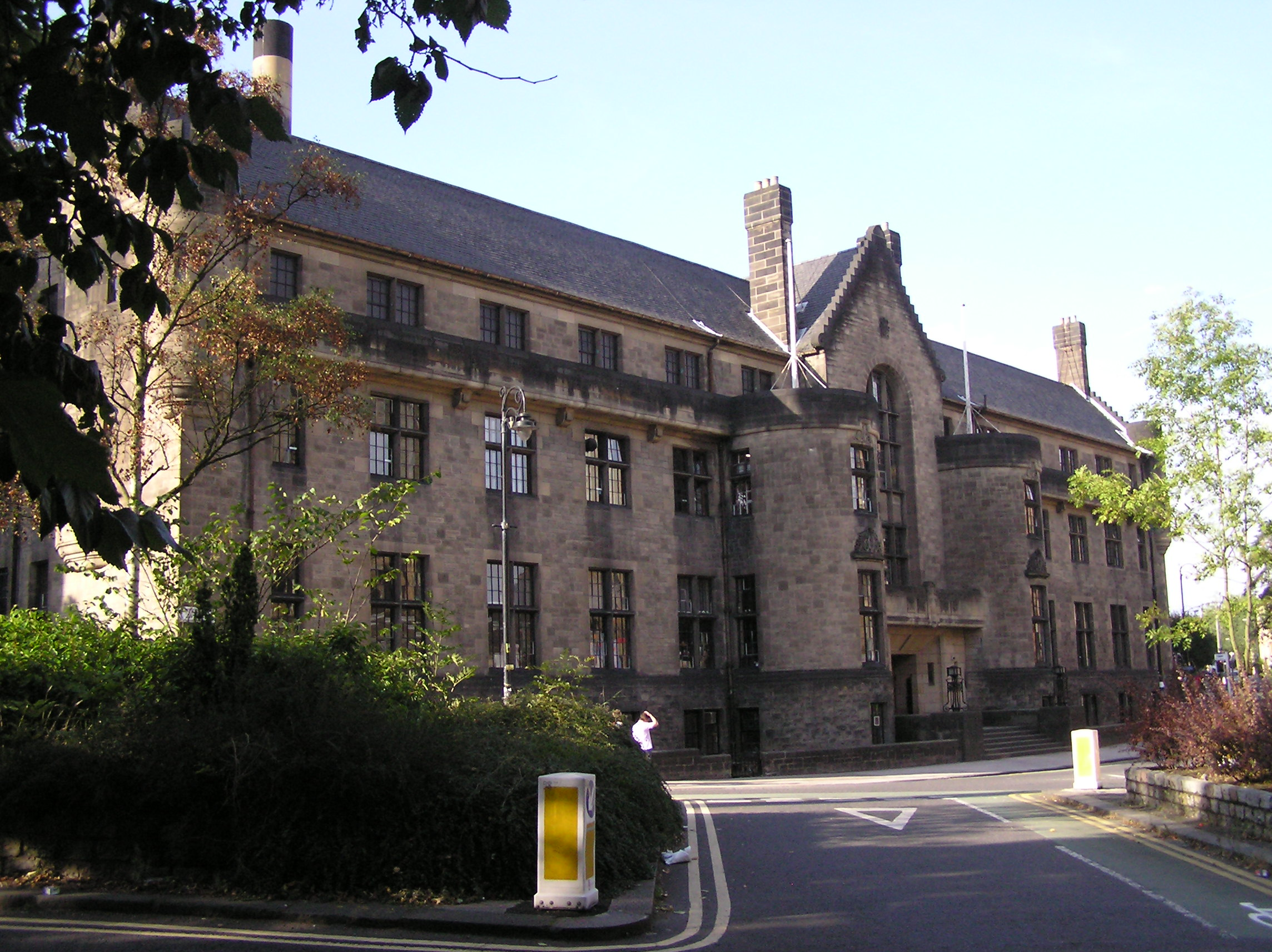
Glasgow University Union.
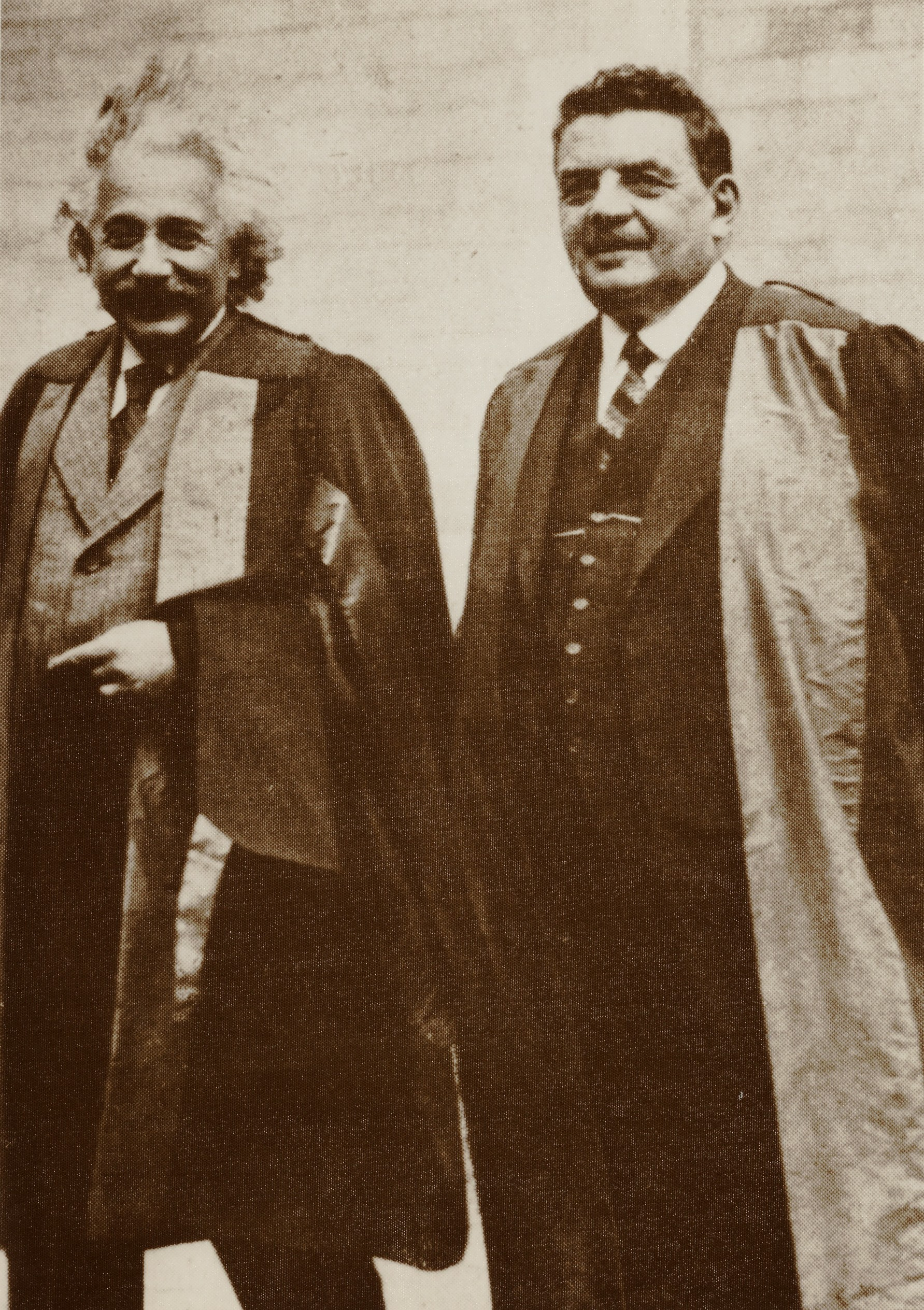
Albert Einstein et Édouard Herriot, docteur Honoris Causa de l'université (1933).
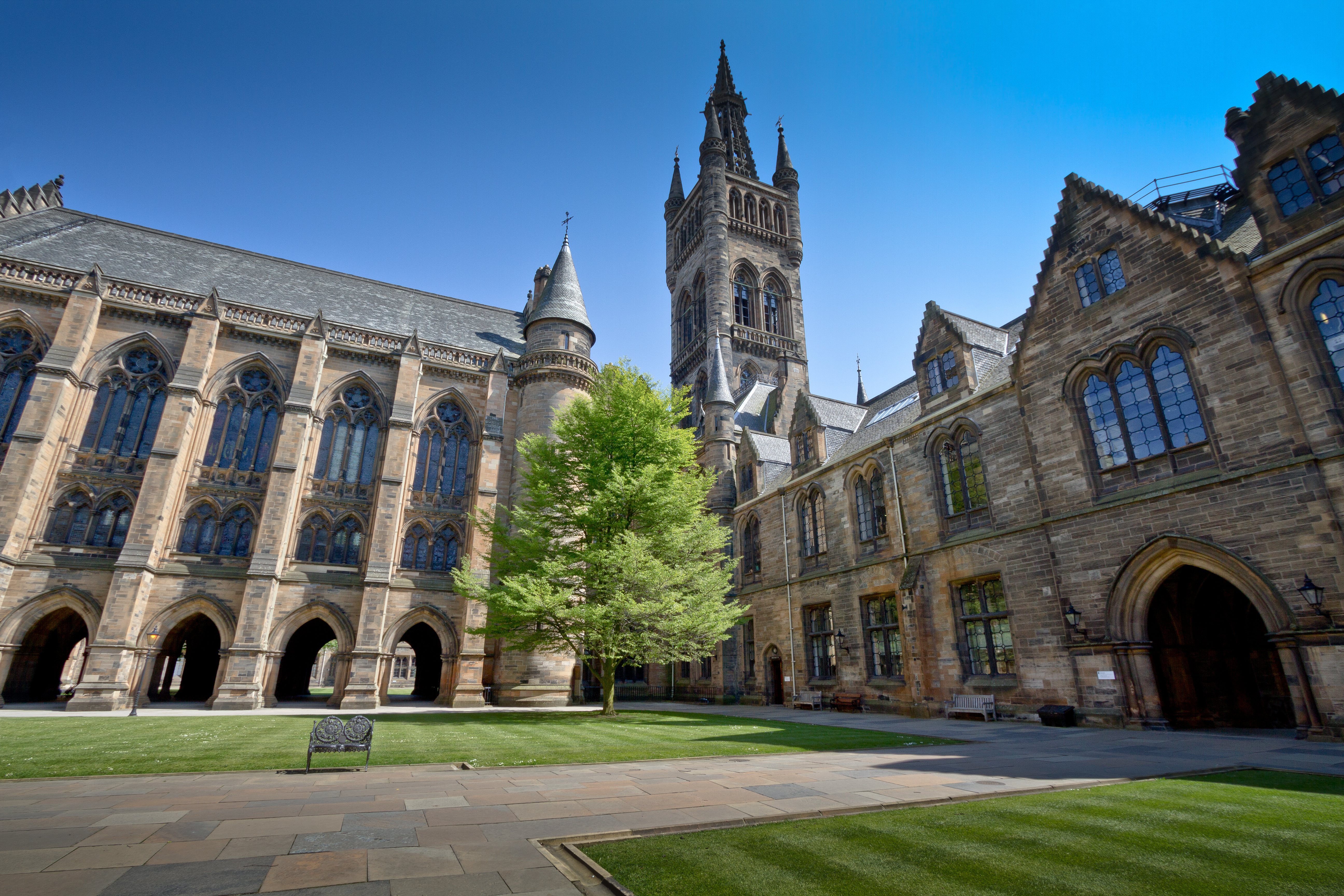
La cour carrée de l'université.
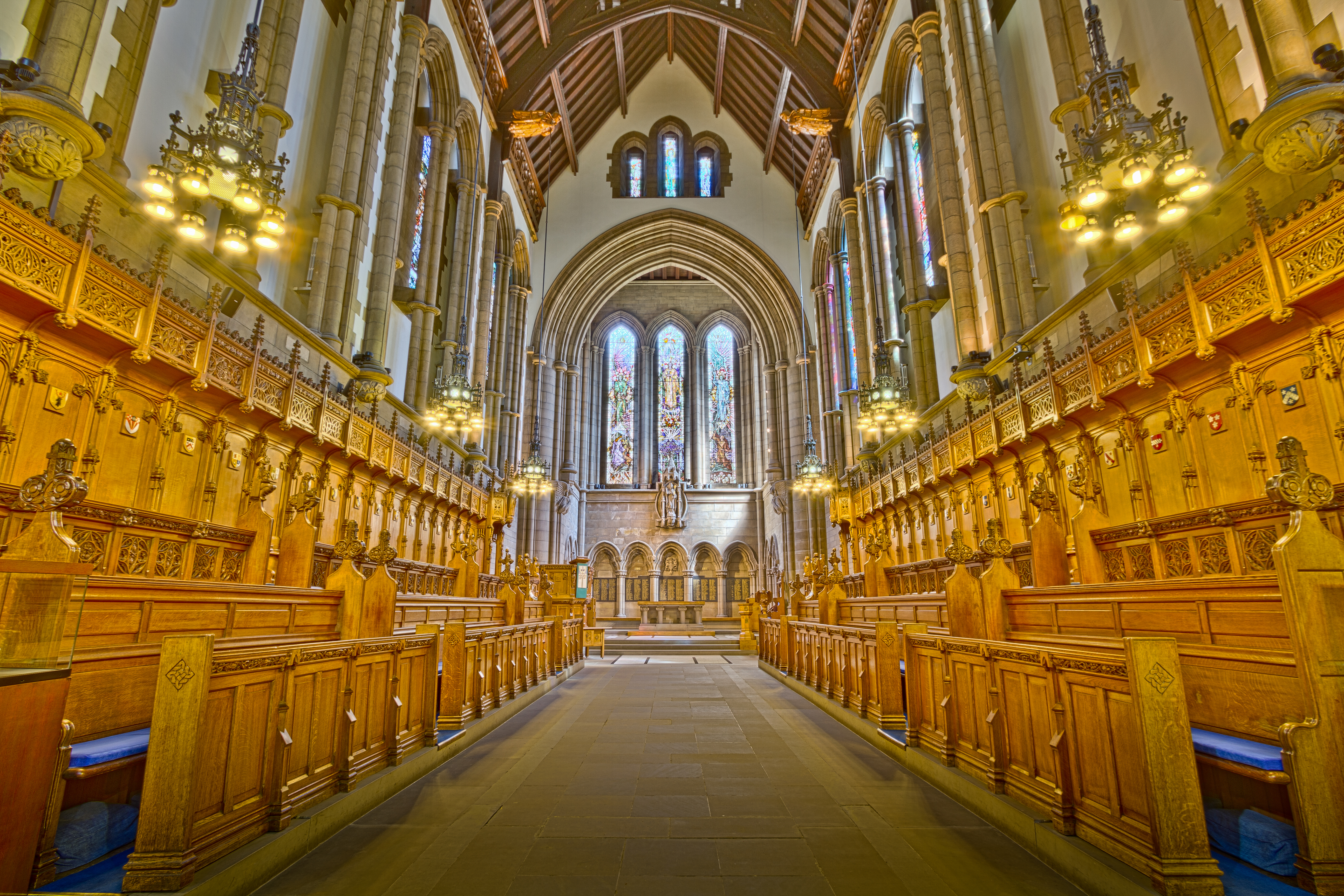
La chapelle de l'université.
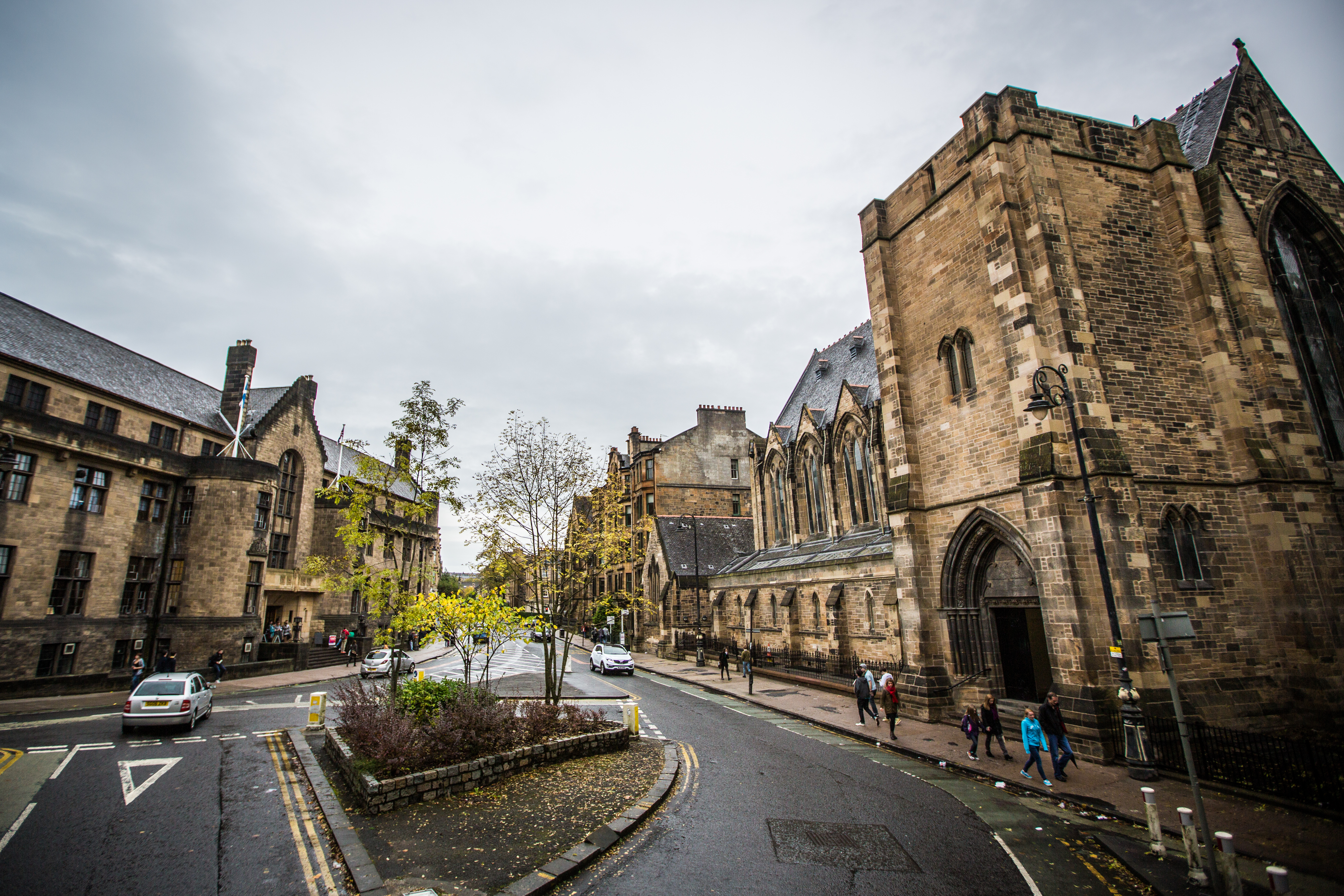
Des édifices de l'université.
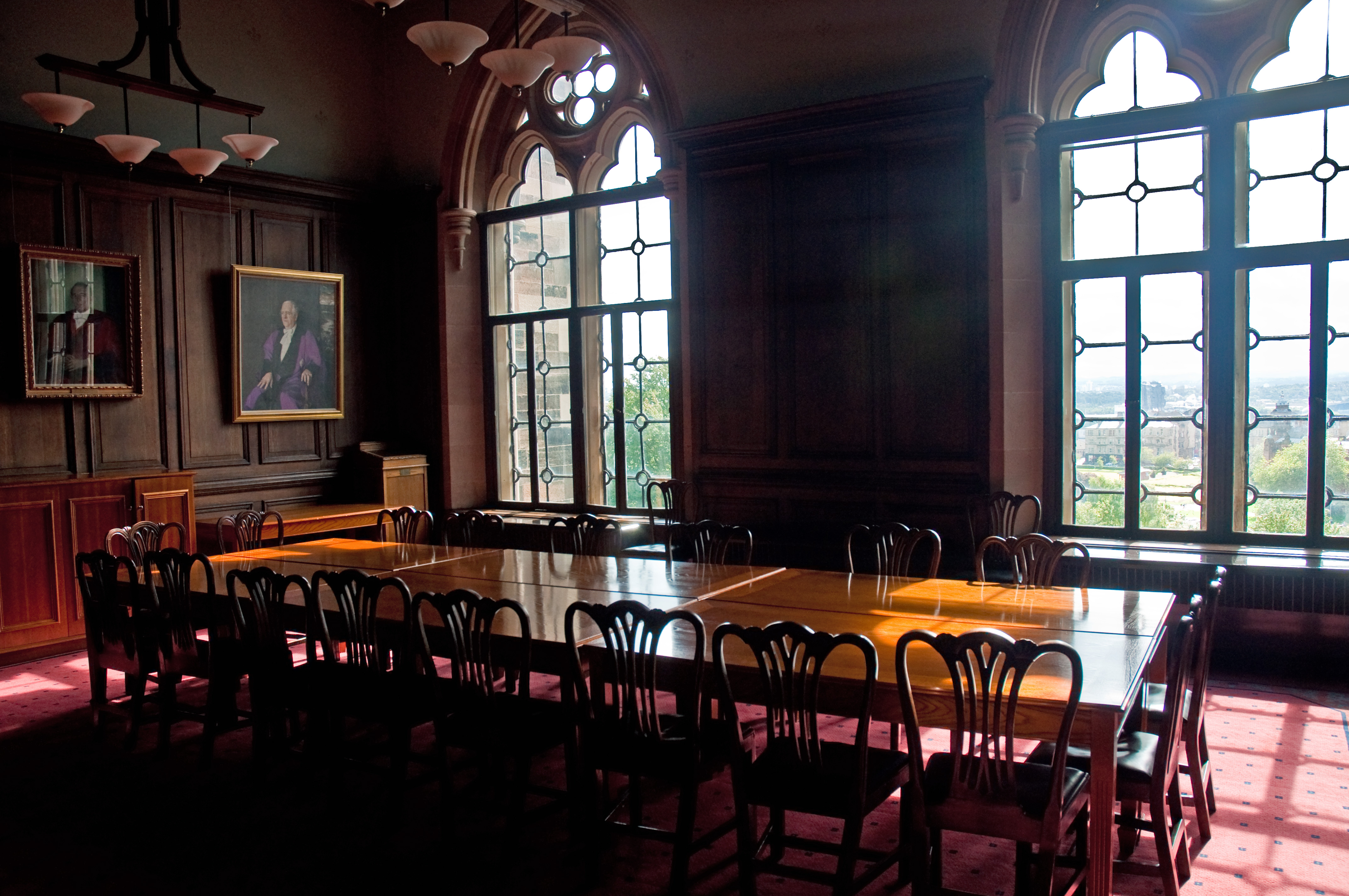
L'université de Glasgow.
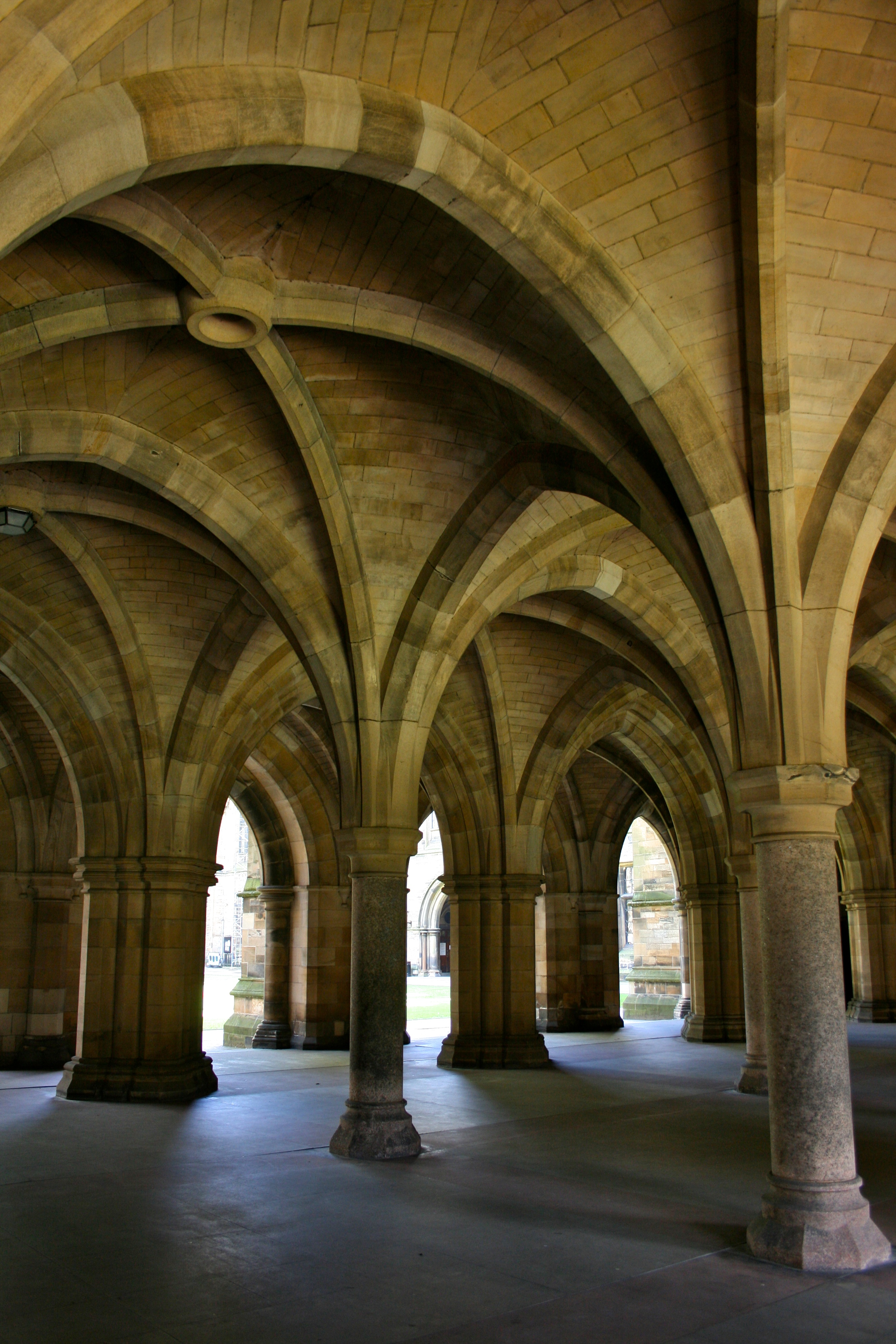
Les cloîtres de l'université.
Les cloîtres de l'université.
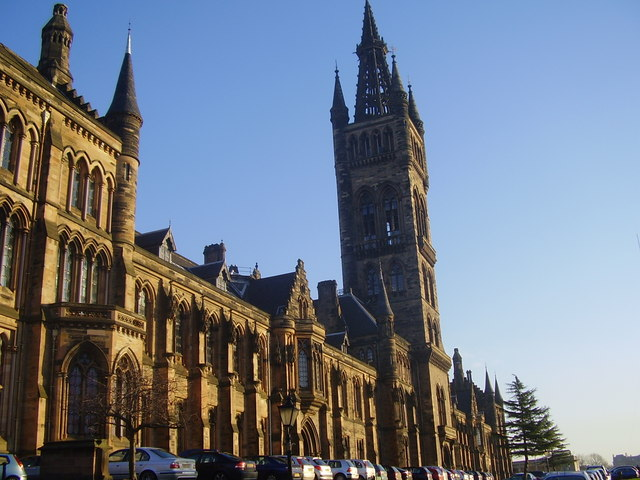
L'édifice principal.
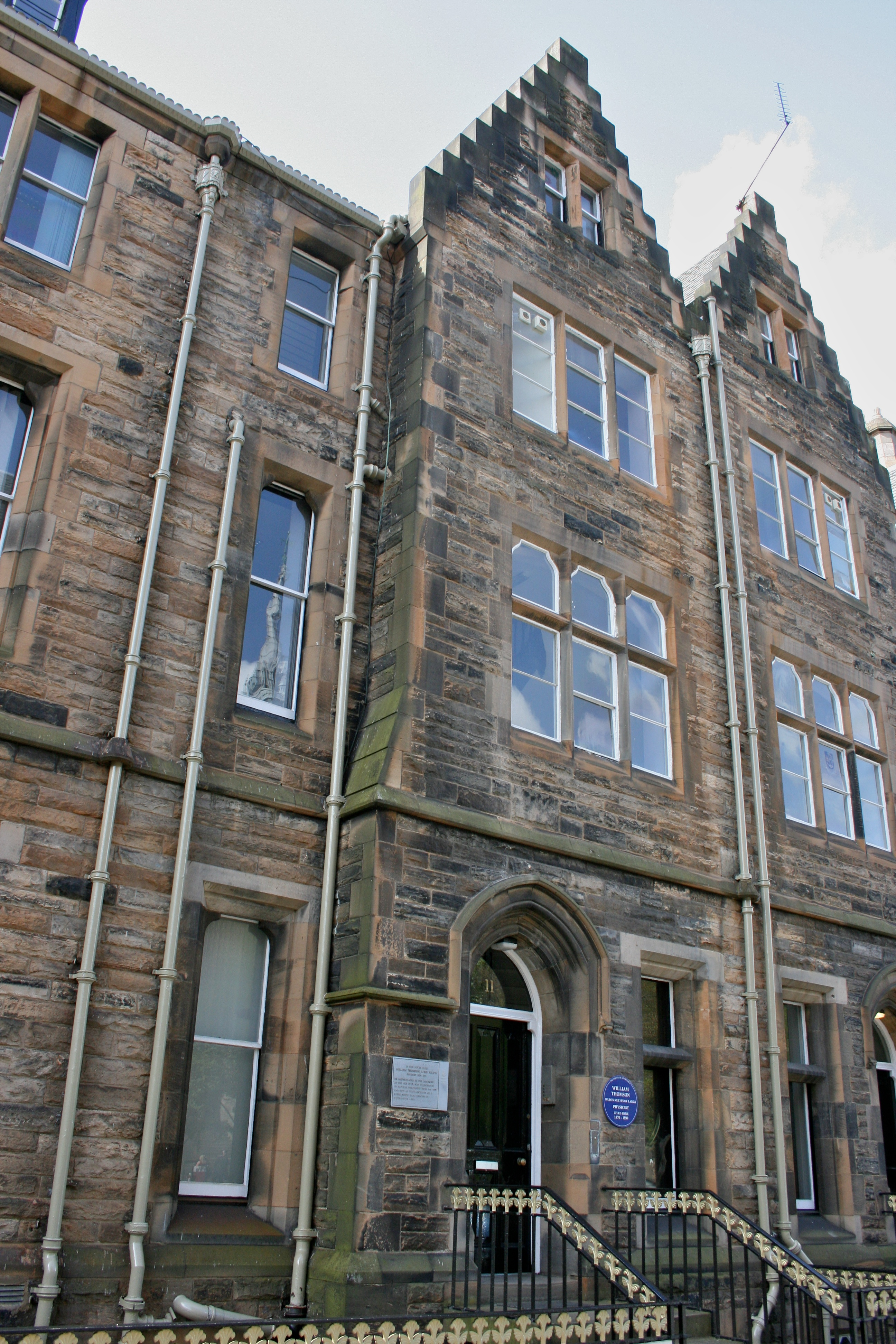
Un édifice de l'université.